# Marie Kugel
Pour les articles homonymes, voir Kugel (homonymie).
Marie Diener, dite Marie Kugel, née le 10 octobre 1871 dans le 15e arrondissement de Paris et morte le 12 mars 1906 à Hyères, est une anarchiste individualiste française, écrivaine libertaire, journaliste et imprimeuse. Elle représente aussi une certaine vision du courant anarchiste chrétien en France en lien avec un féminisme favorable à la liberté sociale et sexuelle.

## Biographie
Marie Diener est la fille d'Auguste Diener, cordonnier, et de Marie Honorine Chauvin, piqueuse de bottines. Elle est employée des téléphones à la mort de ses parents. Sa sœur, Esther, se marie à l'anarchiste marseillais Charles Hotz.
Ernest Armand, après son divorce, devient le compagnon de Marie Kugel. Ensemble, ils lancent le périodique L’Ère nouvelle, initialement de tendance chrétienne anarchiste. Ils sont proches de camarades protestants ou baptistes, originaires d'un milieu populaire ou de la couche inférieure de la classe moyenne. Le premier numéro sort en avril 1901. Marie Kugel y expose, en 1902, son point de vue sur le mariage et le salariat, qui sont pour elle « les assises de la propriété » et renforcent les inégalités hommes-femmes,. Selon elle, la qualité d’une rencontre amoureuse est plus importante que sa durée.
Elle théorise dans plusieurs articles un féminisme chrétien et anarchiste, Elle défend l'union libre et écrit que Jésus Christ a proclamé l'égalité complète entre les hommes et les femmes. Elle est démise de ses fonctions à l'école du dimanche en raison de ses positions et de sa relation avec Émile Armand. Cette exclusion fait écho à la rupture qui s'opère au même moment entre L'Ère Nouvelle et Élie Gounelle, pasteur roubaisien à la tête des Solidarités. En cause, des positions qui ont été défendues par un certain Syracuse dans L'Ère Nouvelle sur la polygamie. À cet article, Marie Kugel avait répondu que bien qu'elle ne pensât pas que la polygamie convienne à tous et toutes, elle défendait le droit à l'auteur d'avoir cette position et cette pratique. Dans tous ses textes, c'est l'autonomie individuelle qui prime et la volonté de donner à chacun la possibilité d'expérimenter ce qu'il pense lui convenir.
En mai 1902, elle est de ceux qui, avec Georges Butaud et Sophie Zaïkowska, Henri Zisly, Ernest Armand, Henri Beylie, Henri Prost, Georges Deherme et Paraf-Javal, sont à l'origine de la création d'un milieu libre en France. Le projet se réalise en 1903 et aboutit à la naissance du Milieu libre de Vaux (ou La Clairière de Vaux), un hameau de la commune d'Essômes-sur-Marne. Marie Kugel relate dans L’Ère Nouvelle cette aventure du milieu libre de Vaux. Elle explique également que l’imprimerie permet à cette communauté de subsister.
D'ailleurs, ses échanges épistolaires en 1903 avec Lucien Descaves montrent un intérêt pour ces colonies libertaires et milieux libres. Elle semble aussi avoir été relativement proche d'Élisée Reclus ; elle se trouvait chez Madame de Brouckère en Belgique quelques jours avant sa mort, et la chronique nécrologique qu'elle lui écrit dans L'Ère Nouvelle semble indiquer qu'ils correspondaient.
Atteinte de tuberculose, elle meurt en mars 1906, provoquant une pause dans la parution de L’Ère Nouvelle. Ernest Armand avait pour projet d'écrire un ouvrage sur sa vie et son œuvre, mais son incarcération semble avoir mis fin à ce projet.

## Œuvre
- E. Armand et Marie Kugel, La fin du Christ légendaire, 1902[21]